# كالبانا راي
كالبانا راي (بالتيلوغوية: కల్పనా రాయ్)‏ هي ممثلة هندية، ولدت في 9 مايو 1950 بكاكينادا في الهند، وتوفيت في 6 فبراير 2008 بحيدر آباد في الهند. بدأت مشوارها المهني سنة 1974.

## وصلات خارجية
- كالبانا راي على موقع IMDb (الإنجليزية)